# Ätherkugel
Die Ätherkugel ist das erste bekannte Instrument in der Medizin, vor allem in der Chirurgie, die den Patienten in eine Narkose versetzen konnte. Bis zu diesem Zeitpunkt fanden eher experimentelle Narkosen mit äthergetränkten Lappen statt. Im Wesentlichen besteht die Ätherkugel aus zwei Öffnungen und einer großen Kugel, in der sich ein in Äther getränkter Schwamm befindet. Die eine Öffnung dient dazu, dass der Patient durch sie atmet, die andere Öffnung diente der Luftzufuhr.
Erfunden wurde sie 1846 vom Zahnarzt William Thomas Green Morton. Die Ätherkugel wurde im selben Jahr bei einer Tumoroperation am Hals erprobt. Der Patient Gilbert Abbot wurde mit Hilfe der Ätherkugel in eine Narkose versetzt und der ausführende Chirurg  John Collins Warren konnte seine Operation beginnen, ohne, und das zum Wunder aller Anwesenden, auch nur den geringsten Schmerzschrei vom Patienten zu vernehmen.
Nach der Operation wachte der Patient auf, und Warren wandte sich an sein Publikum und brachte den bekannten Ausspruch: „Gentlemen, this is no humbug!“